# Suton (opera)
Suton je opera u jednom činu prema drugom dijelu Dubrovačke trilogije Iva Vojnovića.

## O operi
Jedina opera Stevana Hristića, koja je prvi put izvedena 1925. u Narodnom kazalištu u Beogradu (tada Kraljevina SHS).
Za libreto opere skladatelj je uzeo Suton, središnji dio Dubrovačke Trilogije, koji opisuje propadanje patricijskog Dubrovnika. Hristić se skoro u potpunosti držao Vojnovićevog teksta, čak su i didaskalije doslovno preuzete, tako da je jezik opere jednak jeziku djela, a to je dubrovački govor ranog 19. stoljeća. Samo je u tri slučaja skladatelj odstupio od dramskog predloška i to:
- Značajno je skratio Orino prepričavanje kronike Vlađa Beneše u V. prizoru, koje je potisnuo u drugi plan radnje u odnosu na glavni ženski lik, Pavle.
- U X. prizoru ubacio je cijeli menuet koji plešu Made i Ore sa Sabom, sjećajući se nekadašnjih zabava na Dubrovačkom dvoru.
- U ljubavnoj sceni Pavle i Luja, u XI. prizoru, jer nije bilo tekstualnog predloška za ariju Luje, napisao je ariju na osnovi pjesme Snovi pjesnika Jovana Dučića.

Opera se odigrava na jednom mjestu, u kući posljednjeg dubrovačkog kneza, pokojnog Nikše Beneše, na Pustijerni u Gradu, godine 1832., nakon pada Dubrovačke Republike pod vlast Francuza i Austrije. Udovica Mara Nikšina Beneša je uz svoje tri kćeri, Madu, Oru i Pavlu, među posljednjim pripadnicima aristokratskog sloja Dubrovnika u nestajanju. Njihova materijalna propast je potpuna i dovela ih je do siromaštva, a društveni kontakt održavaju samo s dvojicom "živih leševa", starim gosparima Lucom i Sabom.

## Sinopsis
Radnja opere počinje u suton jednog ranoproljetnog dana, dok se u daljini čuje "jeka zvona što pozdravljaju Gospu". Gospa Mara je zamišljena i brine se o novcima koje joj duguje trgovac Vasa, ali ona se ne želi ponižavati tražeći od njega taj dug. Sve je propalo što su posjedovali, a kuća koju imaju na Cavtatu je prazna. Ipak, ona ju ne želi da prodati kapetanu Luju, jer bi mogao reći "zvala me je na sijelo, da joj platim kafu". Ulazi Kata, služavka kod Mare i kori gospu Maru što drži prozore otvorene, jer brine za njeno već narušeno zdravlje. Dolaze i kćeri s večernje službe. Noć je pala. Pavle prekorava majku da "njene ruke ne predu više zlato, ne zamataju više svilu ... za dinar trudiš majko!". Mara je potresena što joj je istina sasuta u lice, ali ostaje čvrsta i dostojanstvena: "Otkad se vlastela nemadu ponosit' svojom mizerijom? Ako je Dubrovnik u sužanjstvu, budimo i mi u tuzi.". Made i Ore se zabavljaju pričom o njihovom pretku kojeg je primio car Karlo V. Pavle je bijesna na sestre što se zanose takvim stvarima kada im kuća propada. One su šokirane i odlaze. Dolazi trgovac Vasa vratiti dug, a Mara vjeruje da je to odgovor na njene molitve, ne znajući da ga je u stvari Kata zvala. Ipak, pred Vasom se ponaša nehajno u vezi novaca i kaže da "nije bilo zaisto preše". No, kad Vasa ode, grčevito uhvati kesu s novcima i ode. Kata je tužno otprati pogledom uz riječi "Ko je gospar, je gospar!". U kuću dolazi kapetan Lujo, u koga je Pavle zaljubljena, i moli je da se uda za njega. Ali, ona zna da bi u tom slučaju to psihički uništilo njenu majku, jer je Lujo običan pučanin, sin kmeta. Lujo je preklinje, ali ona kaže: "Tko izvuče samo jednu ploču iz ovijeh raspucanijeh mira, propada nam dvor, umire nam gospodstvo!" i upita ga: "Bi li ti, kapetane, napustio brod koji se topi?". Ulaze i njena majka i sestre i pozdravljaju se s Lujom, koji mora ići na brod i iz Dubrovnika. Dolaze i stari gospari, Luco i Sabo, koji zajedno s Benešinima spominju stara vremena i balove kojih je nekada bilo u Dubrovniku. Lujo i Pavle ostaju sami i ona ubrzo odlučuje poći s njim, ali ipak ostaje. Očajna, znajući da ako još jednom vidi Luja, da ga neće moći odbiti, pomišlja i na samoubojstvo. Ona govori majci o ljubavi koju osjeća prema Luji, ali Mara je samo kori: "Što si mislila da ću reći? Pođi s njime?". Pavle tada u krajnjem očajanju pred majkom odseca kosu i odlučuje da kao i tetka njenog oca, Marija Orsola Bobali, ode u samostan i "načini se dumna" jer "moram umrijeti svijetu, kad već ne mogu životu". Mara ostaje sama, shrvana gubitkom djeteta zbog rigidnih pravila vlastelinskog života u propadanju.

## Likovi i Uloge
(prema autografu klavirskog izvoda opere)
| Mara Nikšina Beneša                    | vladika dubrovačka  | (68 godina)                         | contralto    |
| Made Ore Pavle                         | njezine kćeri       | (42 godine) (36 godina) (27 godina) | soprano      |
| Kata                                   | djevojka u Mare     | (60 godina)                         | mezzosoprano |
| Lujo Lasić                             | kapetan pomorski    | (32 godine)                         | tenore       |
| Vaso                                   | trgovac             | (40 godina)                         | baritono     |
| Sabo Šiškov Prokulo Luco Orsatov Volco | vlastela dubrovačka | (62 godine) (78 godina)             | tenore basso |
| Jedna 'kozica'                         |                     |                                     | nema uloga   |

## Poveznice
- Ivo Vojnović: Dubrovačka trilogija (Srpska književna zadruga, 1927.) - kompletno delo  Arhivirana inačica izvorne stranice od 6. svibnja 2004. (Wayback Machine)

- Libreto opere na sr.wikibooks.com[neaktivna poveznica]